# Cytaea laodamia
Cytaea laodamia är en spindelart som beskrevs av Henry Roughton Hogg 1915. Cytaea laodamia ingår i släktet Cytaea och familjen hoppspindlar. Inga underarter finns listade i Catalogue of Life.